# A4 (autoestrada)

A A4 ou Autoestrada Transmontana é uma autoestrada portuguesa, que liga Matosinhos com Quintanilha, continuando até à fronteira com a Espanha, ligando as sub-regiões Área Metropolitana do Porto, Tâmega e Sousa, Douro e Terras de Trás-os-Montes, pertencendo à Região Norte, tendo uma extensão total de 222,8 km. 

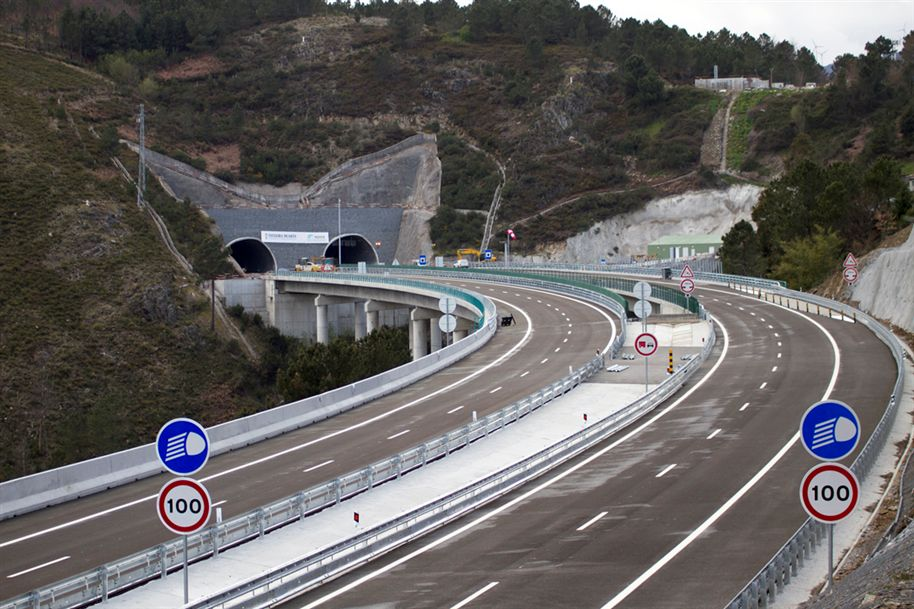
A4 à entrada do Túnel do Marão

Em Matosinhos, a autoestrada começa no leste da cidade, tendo um nó com a A28, que segue direção a sul, ao Porto, e a norte, a Viana do Castelo. Em Custóias, a autoestrada liga-se à VRI, que segue direção a norte, ao Aeroporto Francisco Sá Carneiro. Em Águas Santas, a autoestrada tem um nó com a A3, que segue direção a sul, ao Porto, e a norte, a Braga e a Valença. Seguindo até Valongo, a autoestrada tem um nó com a A41, que segue direção a norte, a Maia, e a sul, a Espinho. Passando por Penafiel, a autoestrada tem um nó com a A11, que segue direção a norte, a Guimarães e Esposende. Depois de atravessar o Túnel do Marão, o maior túnel da Península Ibérica, e o Viaduto do Corgo, um dos maiores viadutos da Europa, a autoestrada chega a Vila Real, aonde tem um nó com a A24, que segue direção a sul, a Viseu, e a norte, a Chaves.
A autoestrada corresponde ao antigo IP4 e o primeiro troço, sendo inaugurado como uma autoestrada, foi em 1990, entre Águas Santas e Valongo, com uma extensão de 10 km. Os troços até Penafiel foram inaugurados como autoestrada, em 1991, tendo mais 17 km, e até Amarante, em 1995, com mais 22 km de extensão. O troço de Águas Santas até Matosinhos foi inaugurado em 2006, tendo uma extensão de 8 km. Os troços até Vila Real foram inaugurados entre 2010 e 2016, tendo mais 30 km de extensão. O troço até Bragança foi inaugurado entre 2011 e 2013, tendo mais 133 km. A ligação até Espanha foi aberta em 2009, tendo mais 2 km de extensão.
A Ascendi e a Brisa são as concessionárias da autoestrada, tendo um regime de portagens eletrónicas em redor da cidade do Porto e portagens convencionais entre o Porto e Amarante. Depois, até Bragança, todo o trajeto é gratuito desde 1 de janeiro de 2025. Os preços das portagens para o trajeto total da autoestrada são de 4,75€ para a classe C1, 8,40€ para a classe C2, 10,85€ para a classe C3 e 12,05€ para a classe C4.
A autoestrada faz parte da Estrada Europeia 82.

## História
A ligação entre Vila Real e Amarante pelo IP4, a primeira via rápida a rasgar este território, ficou concluída em 1988. Até então a principal via de ligação ao litoral era a Estrada Nacional 15 (EN 15) que subia e descia pela serra.
Mas, apesar de melhorar as acessibilidades e já aproximar significativamente a zona do Porto e Trás-os-Montes, a nova estrada entrou também para a história desta região pelos números negros de sinistralidade rodoviária.
O ano mais negro da história do IP4 foi em 2004, quando morreram 33 pessoas em toda a sua extensão, desde Amarante a Bragança.
Em 2005, o IP4 foi alvo de uma intervenção a nível do piso e sinalização, tendo ainda sido colocadas balizas rebatíveis de posição ao eixo, pequenos separadores aplicados nas zonas consideradas mais perigosas da via.
Após esta intervenção, os índices de sinistralidade diminuíram consideravelmente.
Em quase 20 anos, entre 1996 e 2015, registaram-se 1.273 acidentes com vítimas no troço compreendido entre Amarante e Vila Real. Destes acidentes resultaram 136 mortos, 200 feridos graves e 1.807 feridos ligeiros.
Após 7 anos do início da sua construção, o Túnel do Marão abriu ao trânsito em Maio de 2016, ficando, por fim, concluída a ligação por autoestrada entre o Porto e as cidades de Vila Real e Bragança.

## Estado dos troços
| Troço                                          | Inauguração                                               | km    |
| ---------------------------------------------- | --------------------------------------------------------- | ----- |
| Matosinhos ( A 28 ) - Águas Santas ( A 3 )     | 11/2006 (Concessão: Grande Porto)                         | 8,2   |
| Águas Santas ( A 3 ) - Campo                   | 11/1990 (Concessão: Brisa)                                | 10,4  |
| Campo - Penafiel                               | 09/1991 (Concessão: Brisa)                                | 16,9  |
| Penafiel - Amarante                            | 09/1995 (Concessão: Brisa)                                | 22,0  |
| Amarante - Padronelo                           | 11/2010(Concessão: Túnel do Marão)                        | 3,9   |
| Padronelo - Vila Real (Parada de Cunhos)       | 7 de maio de 2016 (Concessão: Túnel do Marão)             | 25,4  |
| Vila Real (Parada de Cunhos) - Quintanilha (*) | 2011, 2012 e 2013 (*) (Concessão: Globalvia Transmontana) | 132,5 |
| Ponte International de Quintanilha e acessos   | 07/2009 (Concessão: Globalvia Transmontana)               | 2,1   |

### (*) Auto-Estrada Transmontana
| Troço                                                     | Inauguração | km   |
| --------------------------------------------------------- | ----------- | ---- |
| Lote 1A: Vila Real (Parada de Cunhos) - Vila Real (sul)   | 09/2013     | 4,2  |
| Lote 1: Vila Real (sul) - Vila Real (nascente)            | 08/2013     | 7    |
| Lote 2: Vila Real (nascente) - Torre do Pinhão            | 08/2011     | 7,8  |
| Lote 3: Torre do Pinhão - Pópulo                          | 07/2012     | 8,6  |
| Lote 3: Pópulo - Murça                                    | 03/2013     | 8,5  |
| Lote 4: Murça - Palheiros                                 | 10/2012     | 2,8  |
| Lote 4: Palheiros - Lamas de Orelhão                      | 08/2012     | 10   |
| Lote 5: Lamas de Orelhão - Mirandela (norte) / Carvalhais | 11/2011     | 13,4 |
| Lotes 5/6: Mirandela (norte) - Romeu                      | 07/2012     | 10,7 |
| Lote 6: Romeu - Amendoeira                                | 10/2012     | 6,4  |
| Lote 7: Amendoeira / Nó com o IP 2                        | 09/2011     | 2,2  |
| Lote 8: IP 2 - Vale de Nogueira                           | 08/2013     | 14,4 |
| Lote 9: Vale de Nogueira - Bragança (Nó das Cantarias)    | 07/2013     | 15,6 |
| Lote 10: Variante a Bragança                              | 09/2011     | 9,0  |
| Lote 11: Bragança (nascente) - Quintanilha                | 12/2012     | 12,5 |

## Capacidade

### Perfil
| Troço                             | Perfil | Extensão |
| --------------------------------- | ------ | -------- |
| Matosinhos - Águas Santas ( A 3 ) |        | 9 km     |
| Águas Santas ( A 3 ) - Ermesinde  |        | 3 km     |
| Ermesinde - Quintanilha           |        | 211 km   |

### Tráfego[27]
| Troço                                    | Tráfego médio mensal (setembro de 2016) |
| ---------------------------------------- | --------------------------------------- |
| Matosinhos - Sendim                      | 41.931                                  |
| Sendim - Guifões                         | 57.223                                  |
| Guifões - Custoias                       | 57.223                                  |
| Custoias - Via Norte (N14)               | 42.603                                  |
| Via Norte - Ponte da Pedra               | 38.927                                  |
| Ponte da Pedra - Águas Santas (A3)       | 48.094                                  |
| Águas Santas (A3) - Ermesinde            | 84.332                                  |
| Ermesinde - Valongo                      | 44.779                                  |
| Valongo - Campo                          | 41.828                                  |
| Campo - CREP (A41)                       | 39.220                                  |
| CREP (A41) - Baltar                      | 39.220                                  |
| Baltar - Paredes                         | 34.125                                  |
| Paredes - Guilhufe                       | 30.244                                  |
| Guilhufe - Penafiel                      | 29.951                                  |
| Penafiel - Castelões (A11)               | 25.163                                  |
| Castelões (A11) - Amarante Poente        | 18.684                                  |
| Amarante Poente - Amarante               | 22.917                                  |
| Amarante - Geraldes                      | 21.931                                  |
| Geraldes - Padronelo                     | 15.488                                  |
| Padronelo - Marão (IP4)                  | 11.805                                  |
| Túnel do Marão                           | 11.203                                  |
| Campeã - Parada de Cunhos                | 10.705                                  |
| Parada de Cunhos - Vila Real Sul         | 8.977                                   |
| Vila Real Sul - A24                      | 9.148                                   |
| A24 - Vila Real Nascente                 | 7.771                                   |
| Vila Real Nascente - Lamares             | 12.035                                  |
| Lamares - Justes                         | 11.442                                  |
| Justes - Pópulo                          | 10.781                                  |
| Pópulo - Murça                           | 7.717                                   |
| Murça - Palheiros                        | 6.479                                   |
| Palheiros - Franco                       | 6.473                                   |
| Franco - Lamas de Orelhão                | 6.578                                   |
| Lamas de Orelhão - Mirandela Poente      | 7.067                                   |
| Mirandela Poente - Mirandela Norte       | 5.224                                   |
| Mirandela Norte - Romeu                  | 5.804                                   |
| Romeu - Amendoeira (IP2)                 | 5.778                                   |
| Amendoeira (IP2) - Lamas de Podence      | 5.223                                   |
| Lamas de Podence - Azibo                 | 6.232                                   |
| Azibo - Quintela de Lampaças             | 5.904                                   |
| Quintela de Lampaças - Vale de Nogueira  | 5.688                                   |
| Vale de Nogueira - Santa Comba de Rossas | 6.204                                   |
| Santa Comba de Rossas - Mós              | 6.431                                   |
| Mós - Bragança Poente                    | 7.316                                   |
| Bragança Poente - Bragança Sul           | 1.327                                   |
| Bragança Sul - Bragança Nascente         | 1.852                                   |
| Bragança Nascente - Rio Frio             | 3.394                                   |
| Rio Frio - Quintanilha                   | 2.147                                   |
| Ponte Internacional de Quintanilha       | 1.996                                   |

## Nós de ligação

### Matosinhos – Quintanilha
| Número da Saída                          | km                      | Destinos                                                                        | Estrada que liga |
| ---------------------------------------- | ----------------------- | ------------------------------------------------------------------------------- | ---------------- |
|                                          | 0                       | Matosinhos                                                                      | Av. da República |
| 1                                        | 0                       | Porto Viana do Castelo                                                          | A 28             |
| 2                                        | 1                       | Guifões Custoias                                                                |                  |
| 3                                        | 3                       | aeroporto                                                                       | VRI              |
| Pórtico de Portagem de Custoias - € 0,15 |                         |                                                                                 |                  |
| 4                                        | 5                       | Maia Leça do Balio                                                              | N 14 (Via Norte) |
| Pórtico de Portagem de Gueifães - € 0,15 |                         |                                                                                 |                  |
| 5                                        | 6                       | Gueifães São Mamede de Infesta Leça do Balio                                    |                  |
| 6                                        | 8                       | Águas Santas Porto Braga                                                        | A 3              |
| 7                                        | 11                      | Ermesinde Rio Tinto                                                             | N 208            |
| Praça de Portagem de Ermesinde (km 11)   |                         |                                                                                 |                  |
| 8                                        | 15                      | Valongo Gondomar                                                                | N 209            |
| 9                                        | 20                      | Campo                                                                           | N 15             |
| 9A                                       | 21                      | Braga / Paços de Ferreira SUL / Gondomar A 43 / Espinho                         | A 41             |
| 10                                       | 26                      | Baltar Parada de Todeia                                                         | N 319            |
| 11                                       | 32                      | Paredes                                                                         | N 15             |
| 12                                       | 35                      | Guilhufe zona industrial                                                        | N 15             |
| 13                                       | 37                      | Penafiel Lousada Paços de Ferreira                                              | N 106            |
| 14                                       | 45                      | Guimarães / Felgueiras / Lousada Marco de Canaveses / Baião                     | A 11 N 211       |
| Praça de Portagem da Livração (km 51)    |                         |                                                                                 |                  |
| 15                                       | 57                      | Amarante (oeste) Celorico de Basto Cabeceiras de Basto                          | N 210            |
| 16 (sentido ESTE)                        | 58                      | Cepelos                                                                         |                  |
| 17                                       | 59                      | Amarante (este)                                                                 | N 210            |
| 18                                       | 61                      | Padronelo Mesão Frio Baião Régua                                                | N 15 (N 101)     |
| 19                                       | 62                      | Vila Real (via Marão)                                                           | IP 4             |
|                                          | Túnel do Marão (5665 m) |                                                                                 |                  |
| 20                                       | 83                      | Mondim de Basto Campeã                                                          | EN15 N 304 IP 4  |
| 21                                       | 89                      | Parada de Cunhos                                                                | IP 4 N 2         |
| 22                                       | 93                      | Vila Real (sul)                                                                 | N 313            |
| 23                                       | 96                      | Vila Real Chaves Viseu Região Vinhateira do Alto Douro                          | A 24             |
| 24                                       | 100                     | Vila Real (nascente) Mouçós                                                     | IP 4             |
| 25                                       | 102                     | Lamares                                                                         | M 566            |
| 26                                       | 106                     | Justes Vilar de Maçada Sabrosa                                                  | M 323            |
| 27                                       | 115                     | Pópulo Alijó / Carrazeda de Ansiães Vila Flor / Miranda do Douro                | N 212 IC 5       |
| 28                                       | 122                     | Murça                                                                           | Rua do Prado     |
| 29                                       | 126                     | Palheiros                                                                       | Rua da Fonte     |
| 30                                       | 132                     | Franco                                                                          | N 15             |
| 31                                       | 138                     | Lamas de Orelhão Abreiro                                                        | N 15             |
| 32                                       | 144                     | Valpaços Mirandela (poente)                                                     | N 213 N 15       |
| 33                                       | 150                     | Mirandela (norte) Carvalhais Vinhais                                            | N 315            |
| 34                                       | 160                     | Romeu                                                                           | M 15             |
| 35                                       | 168                     | Amendoeira Macedo de Cavaleiros Guarda                                          | M 15 IP 2        |
| 36                                       | 173                     | Lamas de Podence Macedo de Cavaleiros                                           | M 15 N 102       |
| 37                                       | 175                     | Paisagem Protegida da Albufeira do Azibo                                        | M 15             |
| 38                                       | 178                     | Quintela de Lampaças                                                            | M 15             |
| 39                                       | 183                     | Vale de Nogueira Serra da Nogueira                                              | M 15             |
| 40                                       | 187                     | Santa Comba de Rossas                                                           | M 537            |
| 41                                       | 194                     | Mós Sortes                                                                      | M 527 M 15       |
| 42 (sentido ESTE)                        | 200                     | Bragança (poente) Vinhais                                                       | IP 4             |
| 43                                       | 202                     | Bragança (centro)                                                               |                  |
| 44                                       | 207                     | Bragança (nascente) Portelo Puebla de Sanabria (E) Parque Natural de Montesinho | N 103            |
| 45                                       | 216                     | Rio Frio Miranda do Douro                                                       | N 218            |
| 46                                       | 221                     | Quintanilha                                                                     | M 523            |
|                                          | 222                     | Espanha                                                                         |                  |
|                                          | 222                     | direcção Alcañices / Zamora                                                     | N-122            |

## Áreas de serviço e de repouso
- Área de serviço de Matosinhos (km 3)
- Área de serviço de Águas Santas (km 10)
- Área de serviço de Penafiel (km 47)
- Área de serviço de Vila Real (km 101)

- Área de repouso de Murça (km 124) - projetada no mesmo local da anteriormente existente no IP 4
- Área de serviço de Mirandela (km 136)

- Área de serviço de Macedo de Cavaleiros (km 173) - projetada
- Área de serviço de Bragança (km 191) - projetada